# Black Jack (manga)
 For alternative betydninger, se Black Jack. (Se også artikler, som begynder med Black Jack)
Black Jack (ブラック · ジャック, Burakku Jakku) Er en japansk manga figur, der er illustreret af Osamu Tezuka i 1970'erne, der beskæftiger sig med de medicinske eventyr under titlen, læge Black Jack.
Black Jack består af hundredvis af korte, selvstændige historier, der typisk er omkring 20 sider lang. Black Jack er også blevet animeret i to tv-serier og to film. Black Jack er Tezuka tredje mest berømte manga, efter Astro Boy og Kimba the White lion. I 1977 vandt den 1. Kodansha Manga Award for Shōnen.

## Resumé
De fleste af historierne inddrager Black Jack, som udfører nogle gode gerninger, som han sjældent får anerkendelse for - ofte kureres fattige og nødlidende gratis, eller underviser den arrogante i ydmyghed. De ender ofte med en god, human person, varige modgang, ofte uundgåelige død, for at redde andre.

## Karakterer fra 2004 animerede udgave
Udover Black Jack fremtræder følgende karakterer:
Chiyoko Wato (和登千代子)
Wato er kaptajn i kendo-klubben i Ooana Senior High School og er berygtet for hendes langsommelighed. Hun er en åbenhjertig drengepige med en stærk følelse af retfærdighed, en kontrast til hendes bedste ven Kumiko. Efter Black Jack helbreder Sharakus sygdom i "The Missing Needle", bliver Wato en positiv tilhænger og ven af lægen. Hendes far, Dr. Kenmochi, er en arkæolog, som arbejder i Sydasien.
Øvrige karakterer er:
Pinoko (ピノコ),  Chiyoko Wato (和登千代子), Kumiko Honma (本間久美子), Hosuke Sharaku (写楽保介, Sharaku Hōsuke), Largo (ラルゴ), Master (Tetsu) (哲（てつ), Biwamaru (琵琶丸),  Konomi Kuwata aka Black Queen (桑田このみ), Megumi Kisaragi (如月めぐみ), Dr. Jotaro Honma (本間 丈太郎, Honma Jōtarō), Dr. Kiriko (ドクター・キリコ, Dokutā Kiriko), Benitokage (紅蜥蜴 ), Mio Hazama (間みお) og Kagemitsu Hazama.